# Nederländernas Grand Prix 1971

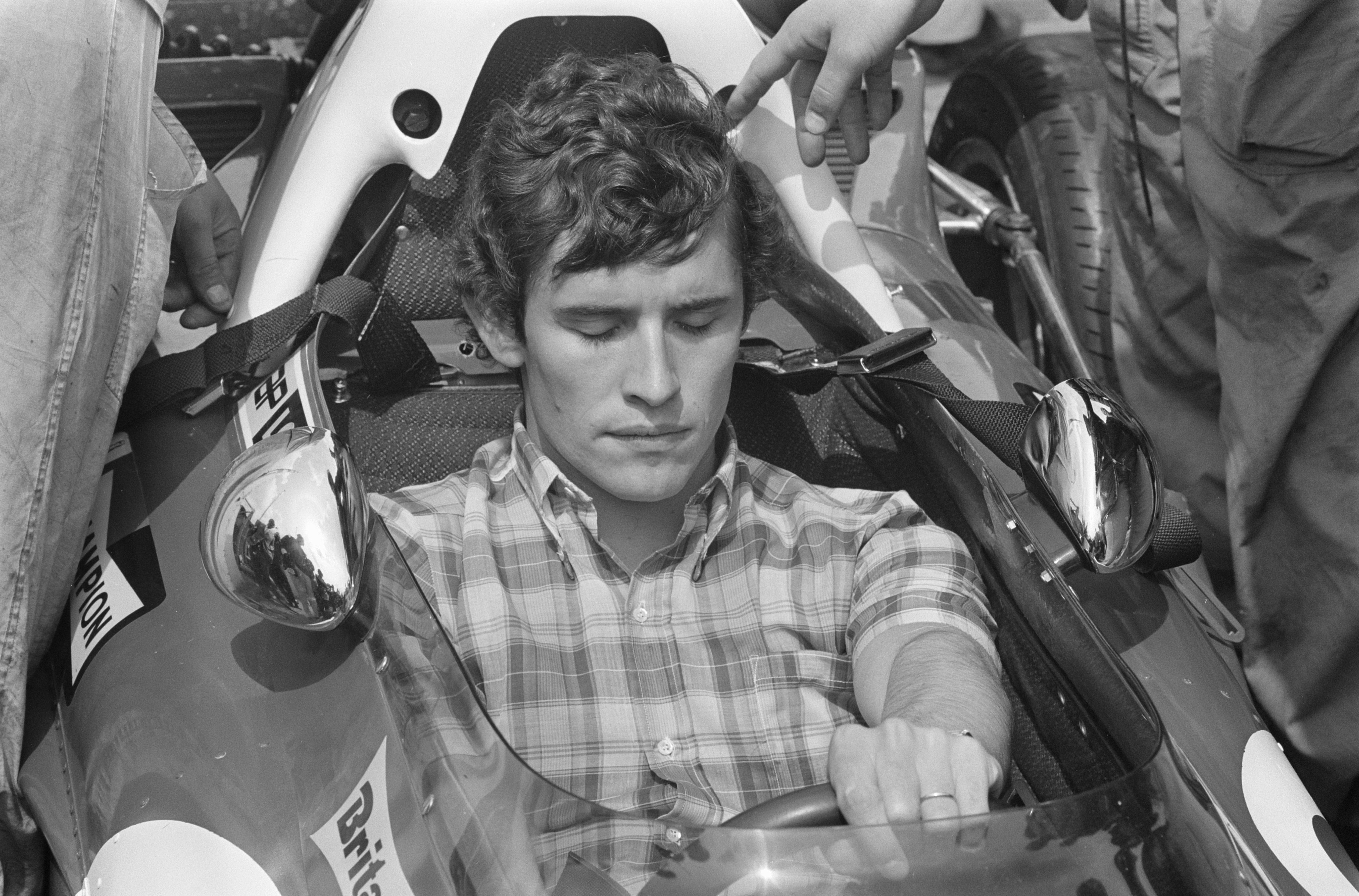
Segrande Jacky Ickx vid ett tillfälle under tävlingshelgen.

Nederländernas Grand Prix 1971 var det fjärde av elva lopp ingående i formel 1-VM 1971.  

## Resultat
1. Jacky Ickx, Ferrari, 9 poäng
2. Pedro Rodríguez, BRM, 6
3. Clay Regazzoni, Ferrari, 4
4. Ronnie Peterson, March-Ford, 3
5. John Surtees, Surtees-Ford, 2
6. Jo Siffert, BRM, 1
7. Howden Ganley, BRM
8. Gijs van Lennep, Stichting Autoraces Nederland (Surtees-Ford)
9. Jean-Pierre Beltoise, Matra
10. Graham Hill, Brabham-Ford
11. Jackie Stewart, Tyrrell-Ford
12. Denny Hulme, McLaren-Ford

### Förare som bröt loppet
- Henri Pescarolo, Williams (March-Ford) (varv 62, för få varv)
- Skip Barber, Gene Mason Racing (March-Ford) (60, för få varv)
- Peter Gethin, McLaren-Ford (60, för få varv)
- Alex Soler-Roig, March-Ford (57, motor)
- Tim Schenken, Brabham-Ford (39, upphängning)
- François Cévert, Tyrrell-Ford (29, olycka)
- Nanni Galli, March-Alfa Romeo (7, olycka)
- Mario Andretti, Ferrari (5, bränslepump)
- Dave Walker, Lotus-Pratt & Whitney (5, olycka)
- Chris Amon, Matra (2, snurrade av)

### Förare som diskvalificerades
- Rolf Stommelen, Surtees-Ford (varv 19, tog emot extern hjälp)
- Reine Wisell, Lotus-Ford (17, backade in i depån)